# 33162 Sofiarandich
33162 Sofiarandich è un asteroide della fascia principale. Scoperto nel 1998, presenta un'orbita caratterizzata da un semiasse maggiore pari a 2,5958693 au e da un'eccentricità di 0,1333962, inclinata di 1,24574° rispetto all'eclittica.